# Liste der Kulturdenkmäler in Meinborn
In der Liste der Kulturdenkmäler in Meinborn sind alle Kulturdenkmäler der rheinland-pfälzischen Ortsgemeinde Meinborn aufgeführt. Grundlage ist die Denkmalliste des Landes Rheinland-Pfalz (Stand: 9. Februar 2023).

## Einzeldenkmäler
| Bezeichnung | Lage                    | Baujahr         | Beschreibung                                    | Bild            |
| ----------- | ----------------------- | --------------- | ----------------------------------------------- | --------------- |
| Wohnhaus    | Friedrichstraße 14 Lage | 18. Jahrhundert | Fachwerkhaus, teilweise massiv, 18. Jahrhundert | Fotos hochladen |